# 刘琦 (宋朝)
刘琦，字公玉，北宋宣城（今安徽省宣城市）人。
刘琦广览博学，立志峻洁。以都官员外郎通判歙州。召为侍御史，上疏提到熙宁年间筑绥州城，致使西夏扰边，弃城为宜。参知政事王安石推行新法，刘琦与刘述等上疏反对，称新法危害天下。刘琦被贬，改为通判邓州，六十一岁去世。